# Виторио Гуи
Виторио Гуи е италиански диригент, композитор, музиколог и критик.

## Биография
Гуи е роден на 14 септември 1885 г. в Рим. Завършва хуманитарни науки в Римския университет и учи композиция в Академията „Санта Чечилия“; негови основни учители по композиция са известните композитори Джакомо Сетачоли и Станислао Фалчи. Стилът му е определян като „импресионистичен с характерни италиански черти“.
Премиерата на операта „Давид“ на Гуи е в Рим през 1907 г. Той прави своя професионален диригентски дебют по-късно същата година в Театро Адриано в Рим, като ръководи „Джокондата“ на Понкиели като заместник. Това води до покани за дирижиране в Неапол и Торино (той се среща с Клод Дебюси в Торино през 1911 г.). През 1923 г. Артуро Тосканини го кани да дирижира „Саломе“ от Рихард Щраус като откриващ сезона в Ла Скала в Милано. Той дирижира Театро Реджо в Торино от 1925 до 1927 г.; през последната си година в Торино Гуи прави премиерата на своята приказна опера Fata Malerba. Други забележителни композиции включват кантатата Cantico dei cantici („Песен на песните“) от 1921 г. и симфоничната поема Giulietta e Romeo (с гласове, от 1902 г.).
През 1928 г. Виторио Гуи основава и дирижира Orchestra Stabile; той развива организацията на оркестъра в Маджо Музикале Фиорентино („Майски музикален фестивал във Флоренция“) от 1933 г., който ръководи до 1943 г. На фестивала той дирижира необичайни опери като „Луиза Милер“ от Верди, „Весталката“ от Спонтини, „Медея“ от Керубини и „Армида“ от Глук.
През 1933 г. Бруно Валтер кани Гуи да бъде гост-диригент на Залцбургския фестивал, а през 1936 г. сър Томас Бийчъм го кани да бъде редовен диригент в Кралската опера в Ковънт Гардън. Прекарва Втората световна война във Великобритания. През 1948 г. дебютира с трупата на Глайндбърнския оперен фестивал, като ръководи „Така правят всички“ на Моцарт в продукцията на Карл Еберт на Единбургския фестивал. Гуи е музикален директор на фестивала в Глайндбърн от 1951 до 1963 г. и негов „артистичен съветник“ от 1963 до 1965 г., когато прави последните си изяви там.
Гуи е особено известен с дирижирането си на произведенията на Брамс, за които се смята, че е водещ диригент в Италия. През 1947 г., когато се навършват 50 години от смъртта на Брамс, Гуи дирижира пълен цикъл от негови оркестрови и хорови произведения в тази страна. Известен е и с дирижирането на съвременна музика и първи изпълнения; сред творбите, които той представя премиерно, е първата голяма композиция на Далакола, неговата „Партита“, през 1933 г.
Виторио Гуи също е плодовит автор и критик. Сред по-известните му публикации са неговото изследване от 1924 г. върху операта „Нерон“ на Бойто, статия за „Моцарт в Италия“ от 1955 г. и събраните му есета, Battute d'aspetto (1946).
Гуи умира на 17 октомври 1975 г. във Флоренция, на 90-годишна възраст.

## Записи
Многобройни записи са оцелели от работата на Гуи, включително последните две симфонии на Брамс и някои симфонии на Моцарт, както и множество оперни изпълнения. Между другото, неговият запис от 1949 г. на операта на Верди „Бал с маски“ е преиздаден на компактдиск, както и неговото изпълнение от 1950 г. на „Парсифал“ от Вагнер с Мария Калас. Изпълнението му от 1952 г. на „Норма“ на Белини с Калас на EMI е особено ценено, както и неговият пионерски пълен запис от 1937 г. на операта с Джина Чиня в главната роля и Ебе Стиняни като Адалджиса, направен в Торино. Неговият стерео запис в Abbey Road Studio-1 от 1962 г., направен с Кралския симфоничен оркестър на „Севилският бръснар“ на Росини, е издаден в Great Recordings of the Century от EMI. Има и запис на „Сватбата на Фигаро“ от Глайндбърн (EMI) със Сена Джуринак като графинята.
През 1954 г. дирижира „Агнес фон Хохенщауфен“ от Спонтини на Маджо Музикале Фиорентино с Франко Корели, Лусила Удович и Джанджакомо Гуелфи.